# Stazione di Floristella
La stazione di Floristella era una fermata ferroviaria posta sulla linea Dittaino-Caltagirone. Serviva la zona mineraria di Floristella e Grottacalda.

## Storia
La fermata di Floristella entrò in servizio il 29 agosto 1914, all'attivazione del secondo tronco della linea Dittaino-Piazza Armerina-Caltagirone tra Valguarnera e Grottacalda. La fermata è stata chiusa all'esercizio l'11 luglio 1971 con la chiusura della linea.